# Lira d'arc nòrdica
La lira d'arc nòrdica formen part d'una família de cordòfons populars dels països Escandinaus fregats que a la vegada descendeixen directament de les antigues lires puntejades, sent una evolució posterior d'aquestes. S'han conservat en aquesta zona des de l'edat mitjana, molt comú trobar-los en tota resta d'Europa, com es pot veure en la diversa iconografia culta i religiosa de l'època.
Instruments com la “rota” medieval i el “crowt” formen part d'una branca comuna.
Bàsicament aquest instrument està format per una caixa de ressonància plana i rectangular de manera excavada, una tapa harmònica amb forats de diferents dissenys i un arc superior què forma un conjunt amb aquesta caixa de ressonància. Aquest arc suporta el claviller què afinen les cordes, que solen estar fetes de crinera de cavall i s'aguanten a un cordal de banya o de fusta i en la part inferior de la caixa de ressonància.
El pont és molt pla, la forma de tocar l'instrument és assegut i inclinat sobre els genolls, polsant les cordes. Tradicionalment només es feia servir la corda que queda més amunt per realitzar la melodia, fen les altres l'acompanyament, però actualment utilitzant un pont corbat els joves músics poden generar acords i melodies més complicades, utilitzant totes les cordes de l'instrument.